# Tèstor
Tèstor (en grec antic Θέστωρ), va ser, segons la mitologia grega, un endeví fill d'Apol·lo i de Laòtoe i pare de l'endeví Calcant.
Va tenir també dues filles, Leucipe i Teònoe. Era sacerdot d'Apol·lo i sobre ell i les seves filles hi ha una aventura novel·lesca que ha conservat Higí.